# 海綿新梅花介
海綿新梅花介（学名：Neocytheretta spongiosa）为新梅花介科新梅花介屬下的一个种。